# Comet Hopper
Comet Hopper (CHopper) é uma sonda espacial não tripulada planejada pela NASA como parte do Programa Discovery. A NASA pretende enviar a sonda ao cometa Wirtanen para obter mais informações sobre este corpo celeste.